# Kabupaten Kuantan Singingi
Kabupaten Kuantan Singingi är ett kabupaten i Indonesien.   Det ligger i provinsen Kepulauan Riau, i den västra delen av landet, 900 km nordväst om huvudstaden Jakarta. Antalet invånare är 301 851.